# بخش پریفولژسکی، استان ایوانوف
بخش پریفولژسکی (به لاتین: Privolzhsky District) یک منطقهٔ مسکونی در روسیه است که در استان ایوانوف واقع شده‌است.